# Texhoma (Texas)
Texhoma è un comune (city) degli Stati Uniti d'America della contea di Sherman nello Stato del Texas. La popolazione era di 346 abitanti al censimento del 2010. Texhoma si trova al confine tra Texas e Oklahoma e confina con l'omonima città nell'Oklahoma.

## Geografia fisica
Texhoma è situata a 36°29′48″N 101°47′07″W (36.496553, -101.785272).
Secondo lo United States Census Bureau, la città ha una superficie totale di 4,92 km², dei quali 4,92 km² di territorio e 0 km² di acque interne (0% del totale).

## Società

### Evoluzione demografica
Secondo il censimento del 2010, la popolazione era di 346 abitanti.

### Etnie e minoranze straniere
Secondo il censimento del 2010, la composizione etnica della città era formata dal 90,17% di bianchi, lo 0,87% di afroamericani, lo 0,29% di nativi americani, lo 0% di asiatici, lo 0% di oceanici, il 6,94% di altre razze, e l'1,73% di due o più etnie. Ispanici o latinos di qualunque razza erano il 21,68% della popolazione.